# Obariyon

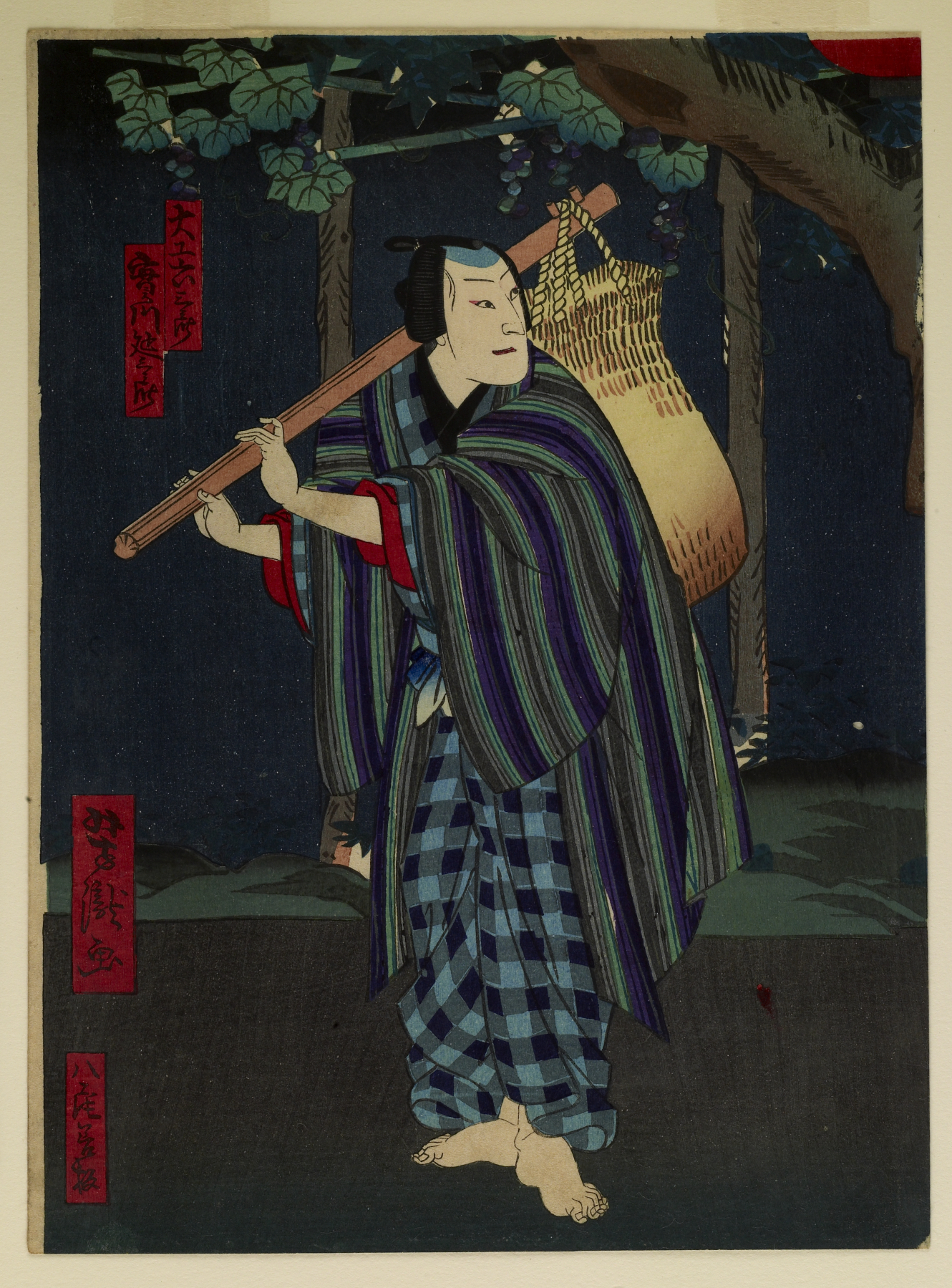
Estampe représentant un voyageur de nuit par l'artiste Utagawa Yoshitaki.

L'Obariyon (おばりよん) est un yokai, originaire de la préfecture de Niigata, au Japon.

## Étymologie
L'Obariyon est aussi connu sous les noms de bariyon, onbu obake, ubariyon et obosaritei.
Le nom de cette créature est issu du parlé local de la préfecture de Niigata et signifierait « Laisse-moi faire un tour sur ton dos », « Porte moi sur ton dos » ou « Laisse-moi monter sur ton dos ».

## Description
Ce yokai aurait la taille d'un enfant et il apprécie monter sur dos des passants.

## Légende
La légende principale veut qu'un voyageur, cheminant la nuit en forêt entende : « porte-moi sur ton dos ». L'Obariyon n'attendant pas la réponse monte alors sur le dos du promeneur. Ce dernier sent alors un poids sur ses épaules, qui s'alourdissait à chaque pas jusqu'à presque l'écraser.
Selon certaines versions, si le promeneur ne parvient pas à se débarrasser du yokai, il finit écrasé sous le poids de ce dernier. Selon d'autres variantes, s'il parvient à supporter le poids de la créature, celle-ci se changera en sac d'or.

## Dans la culture
Certaines personnes associent une mystérieuse pierre tombale de la préfecture de Tokushima à ce yokai. Cette pierre se nomme la pierre Oppasho (オッパショ石), ce qui signifie littéralement « mets-moi sur ton dos », dans le parler régional.
L'Obariyon apparaît dans l’adaptation animée du manga Kitaro le repoussant.